# Lijst van heersers van Monferrato
Hieronder volgt een lijst van heersers van Monferrato, eerst van het markgraafschap Monferrato en vervolgens het hertogdom Monferrato.

## Markgraven

### Huis der Aleramiden
- begin 10e eeuw: Willem I, graaf van Monferrato († ca 933)
- midden 10e eeuw – 991: Aleramo († 991), markgraaf vanaf 967
  - Willem II, zoon van Aleramo, mede-regent
  - Otto I († 991), zoon van Aleramo, mede-regent
- 991 – 1042: Willem III Langzwaard († circa 1040)
  - Riprando van Monferrato, broer van Willem III, mede-regent
- 1042/1043 – 1044: Hendrik van Monferrato († 1044)
- 1044 – 1084: Otto II († 1084)
- 1084 – 1100: Willem IV (ca 1040 – 1100)
- 1100 – 1135/1137: Reinier I (ca 1075 – 1135/1137)
- 1135/1137 – 1190/1191: Willem V de Oude (ca 1110 – ca 1191)
- 1190/1191 – 1192: Koenraad († 1192)
- 1192 – 1207: Bonifatius I (1150 – 1207)
- 1207 – 1225: Willem VI (1170 – 1225)
- 1225 – 1253: Bonifatius II de Reus (ca 1203 – 1253)
- 1253 – 1292: Willem VII de Grote (ca 1243 – 1292)
- 1292 – 1305: Johan I de Rechtvaardige (1277 – 1305)

### Huis Paleologo
- 1305 – 1338: Theodoor I (ca 1291 – 1338)
- 1338 – 1372: Johan II (1313 – 1372)
- 1372 – 1378: Otto III (ca 1358 – 1378)
- 1378 – 1381: Johan III (ca 1360 – 1381)
- 1381 – 1418: Theodoor II (1364 – 1418)
- 1418 – 1445: Johan Jacob (1395 – 1445)
- 1445 – 1464: Johan IV (1413 – 1464)
- 1464 – 1483: Willem VIII (1422 – 1483)
- 1483 – 1494: Bonifatius III (1424 – 1494)
- 1494 – 1518: Willem IX (1486 – 1518)
- 1518 – 1530: Bonifatius IV (1512 – 1530)
- 1530 – 1533: Johan George (1488 – 1533)

1533 – 1536: Spaanse bezetting

### Huis Gonzaga
- 1536 – 1540: Frederik I (1500 – 1540), ook hertog van Mantua
- 1540 – 1550: Frans I (1533 – 1550)
- 1550 – 1587: Willem X (1538 – 1587)
- 1587 – 1574: Vincent I (1562 – 1612)

## Hertogen

### Huis Gonzaga
- 1574 - 1612: Vincenzo I, sinds 1587 graaf
- 1612: Frans II (1586 – 1612)
- 1612 – 1626: Ferdinand (1587 – 1626)
- 1626 – 1627: Vincent II (1594 – 1627)

1627 – 1631: Mantuaanse Successieoorlog

### Huis Gonzaga-Nevers
- 1627/1631 – 1637: Karel I (1580 – 1637)
- 1637 – 1665: Karel II (1629 – 1665)
- 1665 – 1708: Karel Ferdinand I/Karel III (1652 – 1708)

Monferrato wordt geannexeerd door Savoye